# Marie Curie
Maria Salomea Skłodowska-Curie (AFI: [ˈmarja skwɔˈdɔfska kʲiˈri]; Varsavia, 7 novembre 1867 – Passy, 4 luglio 1934) è stata una fisica, chimica e matematica polacca naturalizzata francese.

Firma di Maria Skłodowska-Curie

Nel 1903 fu la prima donna insignita del premio Nobel. Ricevette il premio Nobel per la fisica, insieme al marito Pierre Curie e ad Antoine Henri Becquerel, per i suoi studi sulle radiazioni. Nel 1911 ricevette un altro premio Nobel, questa volta per la chimica per aver scoperto il radio e il polonio, il cui nome è stato scelto proprio in onore della sua terra natale. È stata una dei cinque vincitori del Nobel ad averne ricevuti due ed è la sola ad aver vinto il premio in due distinti campi scientifici.
Marie Curie crebbe nella Polonia russa; poiché qui le donne non potevano essere ammesse agli studi superiori, si trasferì a Parigi e nel 1891 iniziò a frequentare la Sorbona, dove si laureò in fisica e matematica. Nel dicembre del 1897 iniziò a compiere gli studi sulle sostanze radioattive, che da allora rimarranno al centro dei suoi interessi. Nel 1906, dopo la morte del marito Pierre Curie, investito da una carrozza, le fu concesso di insegnare alla Sorbona. Due anni più tardi le venne assegnata la cattedra di fisica generale, divenendo così la prima donna ad insegnare alla Sorbona. Morì in Francia nel 1934 per un'anemia aplastica, causata dalle radiazioni a cui il suo corpo era stato per lungo tempo esposto e di cui aveva sempre negato la pericolosità.

## Biografia

### L'infanzia

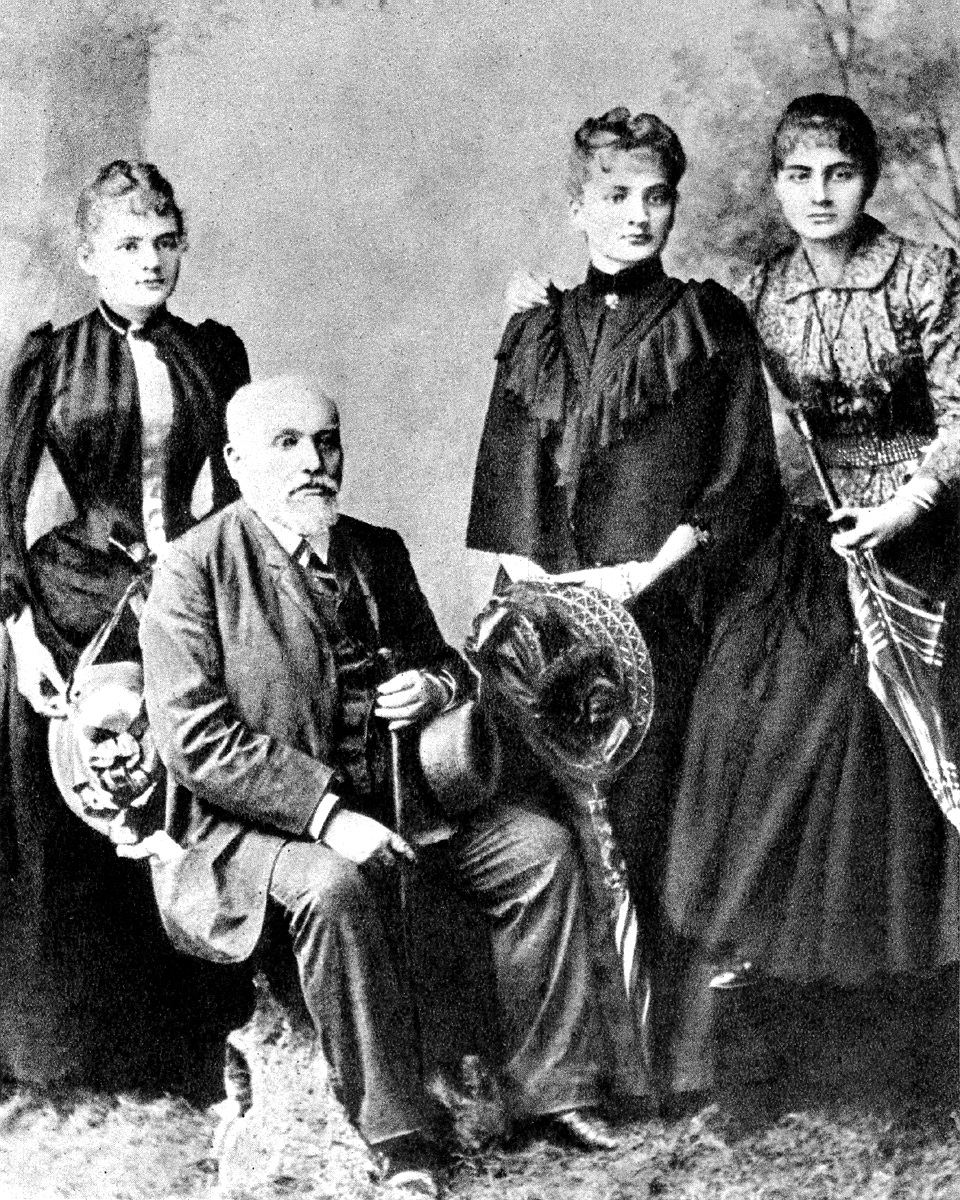
Władysław Skłodowski con le figlie; da sinistra: Maria, Bronisława e Helena, 1890

Maria Skłodowska nasce nel 1867 a Varsavia, in una Polonia all'epoca sotto la dominazione dell'Impero russo. Figlia di Władysław Skłodowski (1832-1902) e di Bronisława Boguska (1834-1878), è l'ultima di cinque figli e figlie, fra cui Bronisława, che collaborerà con lei più tardi. La sua famiglia proviene da una classe sociale orgogliosa del suo ruolo nel proprio Paese, appartenente alla piccola nobiltà terriera degli szlachta.
Nel 1874, quando Maria ha 7 anni, la sorella Zosia muore di tifo; quattro anni dopo muore anche la madre, malata di tubercolosi. Questo doppio lutto precoce segna profondamente la piccola Maria, che sviluppa un tratto caratteriale serio e tendente alla tristezza.
Maria inizia gli studi con il padre, da autodidatta, proseguendoli poi a Varsavia e infine all'Università di Parigi, laureandosi in matematica e fisica. Dalla nascita Maria possiede tre qualità che presto la renderanno la beniamina degli insegnanti: memoria, capacità di concentrazione e sete di sapere.
Nella tradizione familiare sono rimasti impressi tre episodi legati all'infanzia di Maria.
Nel primo, Maria ha quattro anni e si trova in campagna con i suoi fratelli e le sue sorelle. Una mattina sua sorella Bronisława, di sette anni, legge stentatamente il testo dell'album che suo padre le porge. Allora Maria spazientita se ne impossessa e legge, solo con un po' d'incertezza, la prima frase. Soddisfatta per lo stupore che la circonda prosegue la lettura, poi, colta dalla sensazione d'essere stata sfacciata, farfuglia una scusa: "Non l'ho fatto apposta, è così facile...".
Il secondo episodio si svolge a scuola dove l'insegnante, trasgredendo il regolamento, insegna la storia della Polonia in polacco. Maria ha dieci anni. Un giorno improvvisamente squilla un campanello e le alunne nascondono i libri di storia, si apre la porta della classe ed entra il signor Hornberg, ispettore degli istituti privati di Varsavia. L'ispettore interroga Maria sulla storia della Russia zarista e l'allieva risponde senza commettere errori. Quando l'ispettore lascia la stanza, Maria scoppia in singhiozzi: umiliata per il servilismo mostrato davanti all'ispettore russo, non se ne dimenticherà mai più.
Il terzo episodio ha luogo nello stesso periodo, nella sala da pranzo della scuola. Maria, i gomiti sul tavolo, i pollici sulle orecchie per proteggersi dal rumore, è immersa nella lettura di un libro. Questa sua maniera di astrarsi e d'isolarsi solleva sempre l'ilarità degli altri bambini che quel giorno decidono di architettarle uno scherzo circondandola con una piramide di sedie e aspettando che la catasta crolli. I minuti passano e Maria immobile non si è accorta di niente, improvvisamente fa un gesto e le sedie cadono con un gran fracasso. Maria si massaggia la spalla urtata da una sedia, si alza, prende il suo libro, e borbotta: "Che idiozia!", uscendo dignitosamente dalla stanza. Tale approccio serio e severo sarà una costante e un elemento di forza nella sua vita, anche durante gli anni a venire.

### La giovinezza e l'esilio

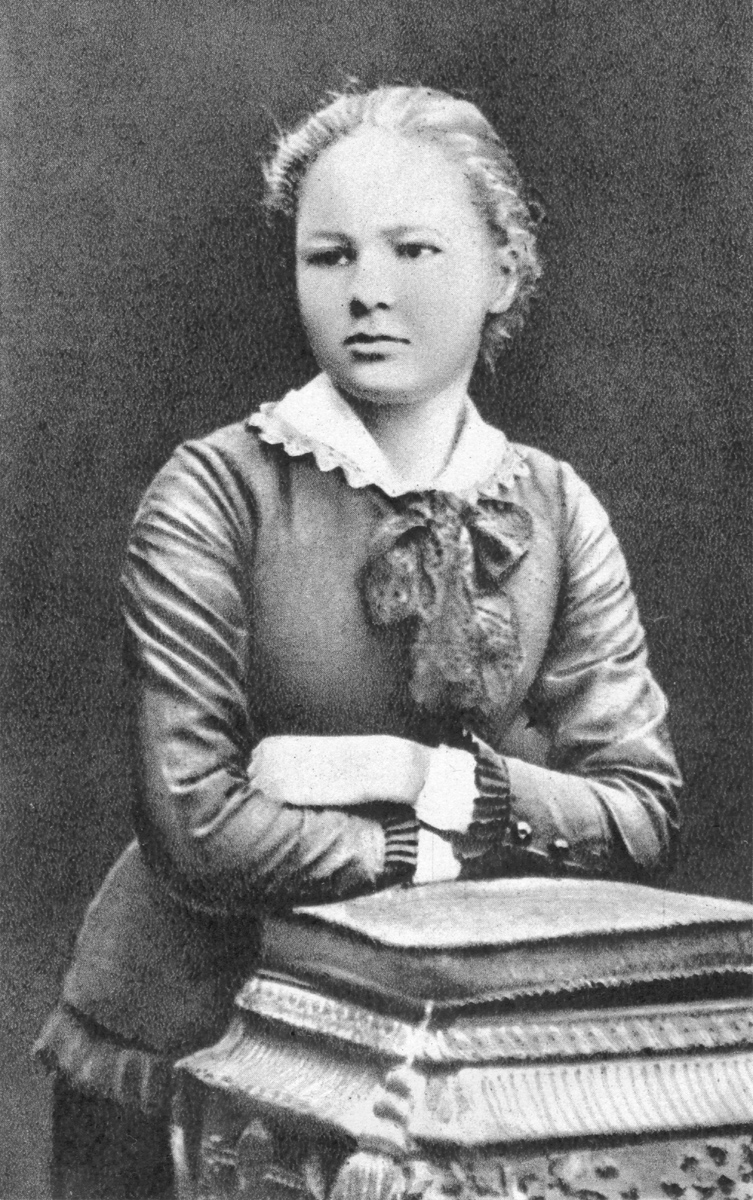
Maria Skłodowska a sedici anni

All'età di 15 anni Maria Skłodowska conclude gli studi secondari al ginnasio ottenendo la medaglia d'oro che designa i migliori. Per un anno insieme a sua sorella Bronisława, con la quale rimarrà sempre molto legata, trascorre una deliziosa parentesi di tranquillità e divertimenti in campagna da alcuni parenti.
La relazione che lega le due sorelle è così solida che resteranno unite fino all'ultimo respiro di Maria. Bronisława è esuberante, espansiva, materna e ha un amore sconfinato per la sua sorellina. Maria è chiusa, controllata e intransigente; non si abbandonerà che con lei, e in quelle occasioni, lo farà completamente. È sempre Bronisława che protegge e consola Maria ed è forse proprio da questa fiducia nella solida sorella che nascerà il suo costante atteggiamento verso le donne, il ruolo delle quali non sarà trascurabile nella sua esistenza. È chiaro che per lei la forza si trova nelle donne. Non se l'aspetta dagli uomini.
Tornata a Varsavia Maria aderisce al progetto dell'"Università Volante", un nome ambizioso che cela un circolo di ragazzi e ragazze, fanatici patrioti, che coltivano clandestinamente il positivismo. A 17 anni Maria ha già rifiutato ogni religiosità; quel che c'è in lei di razionalità e, nello stesso tempo, di fede nel progresso, trova nel positivismo un'armatura e, nell'interpretazione polacca, una via d'azione. Verso la fine della sua vita, rievocando il tempo in cui, sotto il naso della polizia zarista, andava a portare la fiaccola della conoscenza ai dipendenti di una sartoria e raccoglieva una biblioteca per gli operai, scriverà:
Maria stringe un patto con la sorella Bronisława, che desidera studiare medicina a Parigi, nonostante le ristrettezze economiche della famiglia: lavorerà per aiutare la sorella a pagarsi gli studi, e quando la sorella si sarà laureata, sarà lei ad aiutare Maria. Quindi nel 1885 Maria si presenta in un'agenzia di collocamento per cercare lavoro e trova un'occupazione come governante presso diverse famiglie.

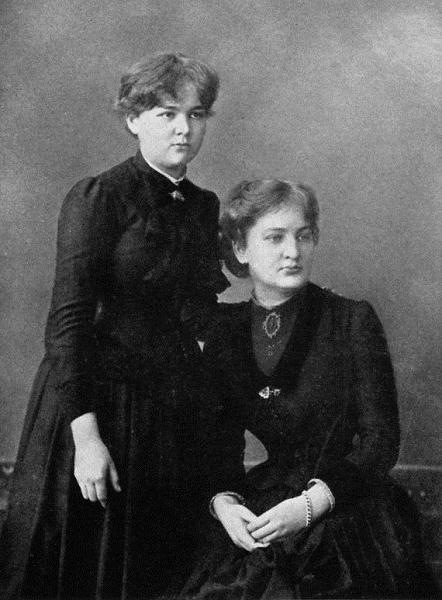
Maria Skłodowska (a sinistra) con la sorella Bronisława (a destra), 1886 circa

Dopo un primo lavoro a casa di una famiglia di avvocati di Varsavia, a Maria viene offerto un nuovo posto e lei lo accetta: lo stipendio sarà più elevato. Ma deve anche accettare l'esilio: lavorerà a tre ore di treno e quattro di slitta da Varsavia. Il 1º gennaio 1886, "la signorina Maria" prende servizio dagli Zorawski e dopo un anno di servizio accade l'imprevedibile: di ritorno dalle vacanze di Natale, Casimiro, il maggiore dei ragazzi Zorawski, si invaghisce di questa fanciulla che non assomiglia a nessun'altra. Maria non confida a nessuno i suoi sentimenti, ma è pronta a sposarlo; i genitori di lui però si oppongono al matrimonio. Casimiro deluso dalla disapprovazione dei suoi, torna a Varsavia per proseguire gli studi di ingegneria agraria, mentre Maria è costretta a restare per aiutare economicamente la sorella Bronia, ma non riesce a mandar giù l'offesa subita e tre anni dopo, a fine contratto, riesce finalmente ad andarsene e trova lavoro presso ricchi industriali di Varsavia. L'esilio è finito. Uscire da quel "buco di provincia" è già respirare, ma per il resto Maria ha dovuto ridurre di parecchio le sue ambizioni, così scrive a suo fratello Jozef in un momento di depressione:
Nel 1891 Maria può finalmente lasciare il lavoro e trasferirsi a Parigi, ospite di sua sorella Bronisława e del marito Casimiro Dluski, per proseguire i suoi studi. È il 3 novembre 1891, Marie "attraversa il cortile della Sorbona" dove si è iscritta, francesizzando il suo nome, per preparare una laurea in scienze. Compirà 24 anni il 7 novembre.
Esattamente quindici anni più tardi, il 5 novembre 1906, Marie Curie sarà la prima donna ammessa a insegnare alla Sorbona.

### Pierre Curie e gli studi sulla radioattività

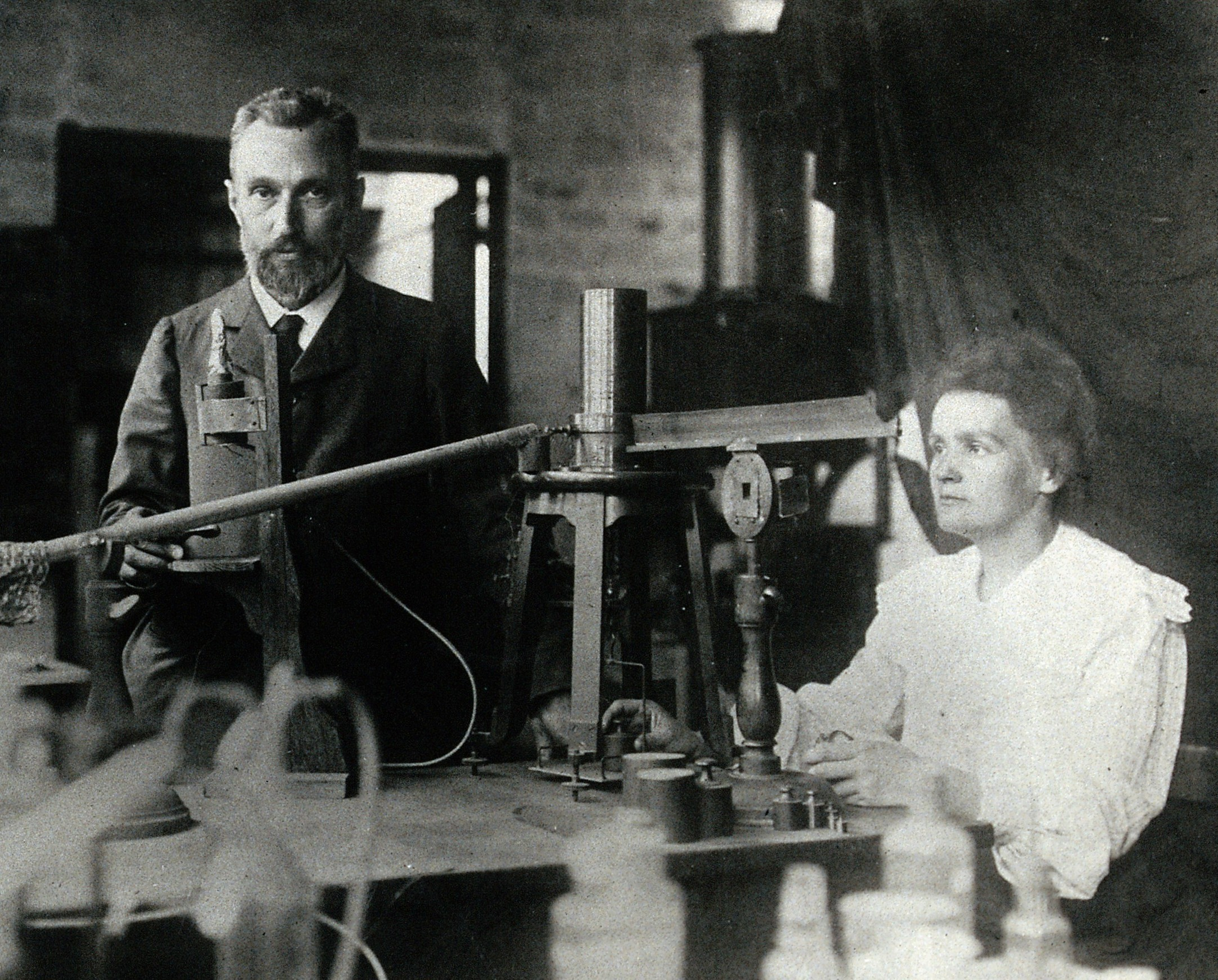
Pierre e Marie Curie

Pierre Curie entra in scena nella vita di Marie nel 1894. Fisico e matematico nato a Parigi nel 1859, all'epoca del loro incontro Pierre Curie ha 35 anni e lei 26, lavorava come istruttore di laboratorio alla Scuola di fisica e chimica industriale e stava studiando i fenomeni della piezoelettricità che consistono nella produzione di cariche elettriche in seguito alla compressione o alla dilatazione dei cristalli privi di un centro di simmetria. Fra i due nasce una solida amicizia basata sullo studio, sulla ricerca e sull'aiuto reciproco; basi su cui poi fonderanno il loro matrimonio nel 1895. Marie sarà sensibilmente restia a rinunciare alla sua indipendenza anche per l'uomo che ama, motivo per cui decide di non rinunciare totalmente al suo cognome e di farsi chiamare Marie Curie Skłodowska; d'altronde, sarà sempre una donna emancipata per i suoi tempi. La realizzazione, che altre sono costrette, compiacenti o rassegnate, a cercare nel matrimonio e nella maternità, Marie la cerca in ciò che fa.

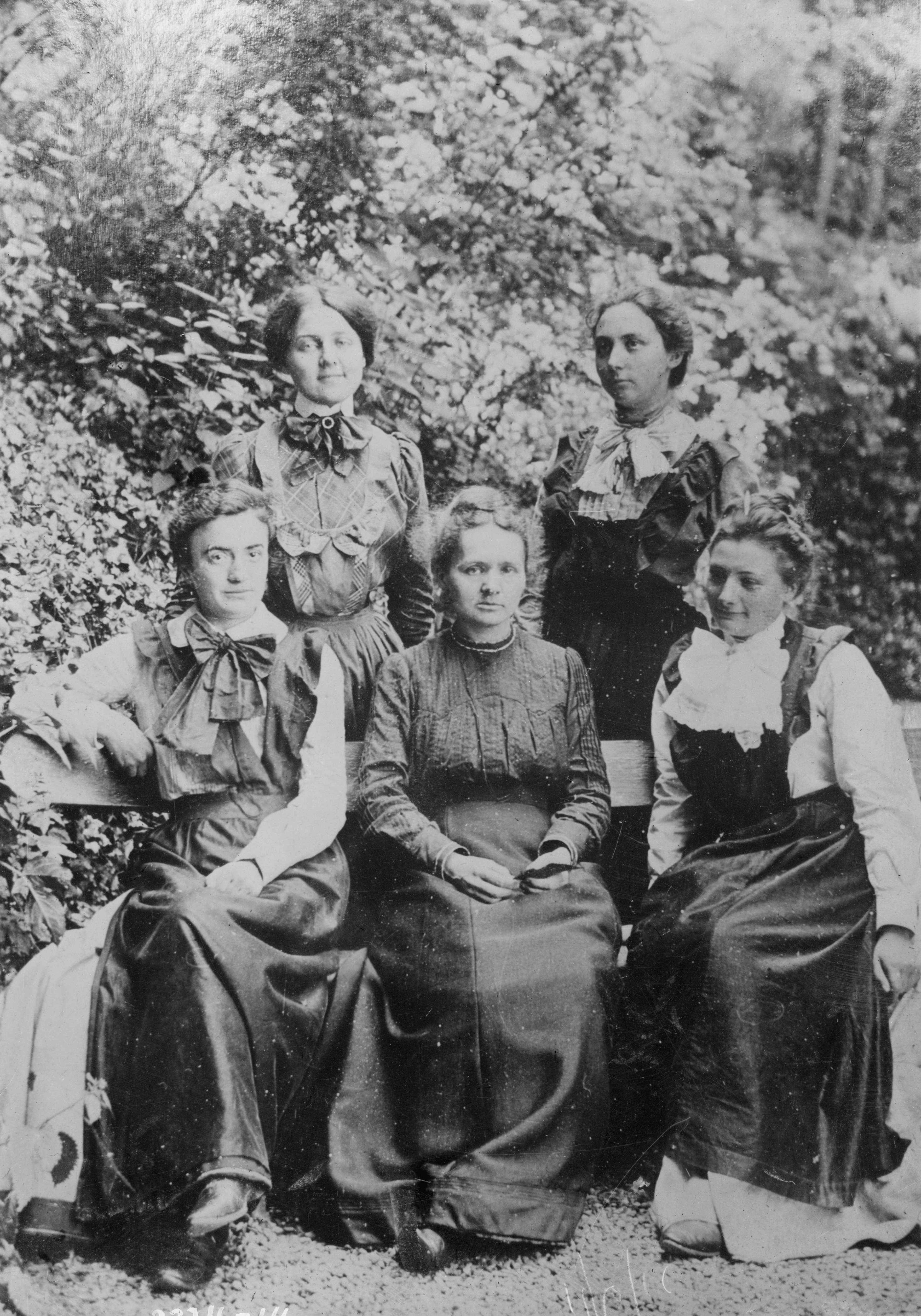
Marie insieme a quattro studentesse. Da sinistra, in piedi: Madeleine ed Eugénie Cotton; sedute: Anna Cartan, Marie Curie Skłodowska e Marthe Baillaud (nipote di Jules Tannery) (1910-1915). Foto Library of Congress

Marie Curie Skłodowska dedicò la sua vita all'isolamento e alla concentrazione del radio e del polonio, presenti in piccolissime quantità nella pechblenda proveniente da Jáchymov. La pechblenda è un minerale radioattivo e una delle principali fonti naturali di uranio.
I coniugi Curie-Skłodowska notarono che alcuni campioni erano più radioattivi di quanto lo sarebbero stati se costituiti di uranio puro; ciò implicava che nella pechblenda fossero presenti altri elementi.
Decisero così di esaminare tonnellate di pechblenda riuscendo così, nel luglio del 1898, a isolare una piccola quantità di un nuovo elemento dalle caratteristiche simili al tellurio e 330 volte più radioattivo dell'uranio che fu chiamato polonio in onore del Paese di origine della scienziata. Il resoconto di tale lavoro, unitamente a quello immediatamente successivo che portò alla scoperta del radio, divenne la tesi di dottorato di Maria Skłodowska.
Il polonio però ha un'attività eccessiva, una vita troppo breve perché ne sia possibile l'estrazione su scala industriale; per questo il radio eclisserà ben presto la sua gloria. Ma il polonio ha una particolarità che le darà occasione di rivincita trentaquattro anni dopo. Emette un solo raggio: il raggio alfa ad alta energia, mentre il radio ne emette molti.
Nel 1932, servendosi di una sorgente di polonio, James Chadwick scoprirà una delle tre particelle che compongono l'atomo, che cercava da dieci anni: il neutrone.
Marie ha avuto forse troppa fretta nel denominare il nuovo elemento; infatti, appena hanno avuto la certezza della sua esistenza, nuovi esperimenti portano a concludere ai coniugi Curie-Skłodowska che la pechblenda debba contenere un altro nuovo elemento. Pierre afferma:
 I sali di radio puri sono incolori, ma le loro radiazioni colorano le provette di vetro che li contengono con una tinta azzurro-malva. In quantità sufficiente, le radiazioni provocano un chiarore visibile al buio.
Quando questo chiarore cominciò a irradiarsi nell'oscurità del laboratorio, Pierre fu felice: ignorava gli effetti nocivi che queste radiazioni hanno sull'organismo umano.
Il radio si trova, come l'uranio, nella pechblenda, ma in quantità infinitesimale. Per ottenere alcuni milligrammi di radio, abbastanza puro da poter stabilire il suo peso atomico, è necessario trattare tonnellate di pechblenda.
Maria lavora instancabilmente nel suo capannone/laboratorio; attinge da un sacco una ventina di chili di pechblenda per volta che versa in una bacinella di ghisa. Poi, mette la bacinella sul fuoco, scioglie, filtra, precipita, raccoglie, discioglie ancora, ottiene una soluzione, la travasa, la misura. E ricomincia. L'operazione di purificazione richiede l'utilizzo di solfuro di idrogeno. È un gas tossico e nella rimessa non c'è cappa di aerazione. Inoltre se un granello di polvere o una particella di carbone cadessero in uno dei recipienti dove le soluzioni purificate cristallizzano, sarebbero giorni di lavoro perduti.
Maria si dedica con accanimento a separare il radio dal bario con il metodo della cristallizzazione frazionata che ha ideato e messo a punto.
Il 28 marzo 1902 Maria annota sul suo quaderno nero: RA = 225,93. Peso di un atomo di radio. È la fine di un'avventura senza altri precedenti noti nella storia della scienza.
Nei salotti parigini non si parla d'altro che del radio. L'Accademia delle scienze apre ai Curie un credito di 20 000 franchi per "l'estrazione delle materie radioattive".
Ne nascerà una terapeutica, un'industria e una leggenda.
Negli ambienti scientifici, nessuno dubitava più che il radio fosse un elemento. La radioattività sconvolge le leggi dell'universo fisico che essa lasciava intravedere catturando l'immaginazione dei ricercatori.
Ma se il nome dei Curie è conosciuto in tutto il mondo, è perché è stato associato immediatamente alla guarigione del cancro. Ben presto, inoltre, alcuni ciarlatani sosterranno che il radio guarisce tutto.
In realtà, due ricercatori tedeschi hanno annunciato che le sostanze radioattive hanno effetti fisiologici.
Lo stesso Henri Becquerel, che ha trasportato nella tasca del suo gilet una provetta contenente radio si è ustionato. Ha raccontato ai Curie la sua avventura dichiarando:
Becquerel ha inoltre osservato che una protezione di piombo rende il radio inoffensivo.
Alcuni medici si mobilitano. Il dottor Daulos comincia a trattare i suoi malati dell'ospedale Saint-Louis con provette che emanano radio, prestate dai Curie. Il radio distrugge le cellule malate nel cancro della pelle: quando l'epidermide distrutta dalla sua azione si riforma, è sana. Non rimane che estrarre il radio dal minerale su scala industriale.
Con una decisione insolita, Marie Curie Skłodowska intenzionalmente non depositò il brevetto internazionale per il processo di isolamento del radio, preferendo lasciarlo libero affinché la comunità scientifica potesse effettuare ricerche in questo campo senza ostacoli, in maniera tale da favorire il progresso in questo settore scientifico.
Il 19 aprile 1906 Marie si trova in campagna con le figlie, Pierre è a Parigi e sta percorrendo a piedi rue Dauphine per raggiungere l'Accademia quando viene travolto da una carrozza e muore investito dai cavalli e dalle ruote del carro. Morto giovedì pomeriggio, Pierre Curie viene sepolto sabato mattina, senza cerimonia, nel cimitero di Sceaux dove riposa sua madre, alla presenza degli amici e della moglie.
La signora Curie Skłodowska d'ora in poi sarà la "vedova illustre" e ottiene la cattedra di fisica generale alla Sorbona appartenuta precedentemente al marito. Nel 1911 durante il primo congresso Solvay intraprende una relazione con il collega scienziato Paul Langevin, i due erano colleghi a Parigi. La relazione divenne scandalosa per il fatto che Langevin era padre di quattro figli e il suo matrimonio andò all'aria, proprio a causa di questa avventura. La storia d'amore tra la vedova Curie Skłodowska e lo sposato Langevin causò una protesta pubblica tale che l'Accademia svedese, sul punto di assegnare il secondo premio Nobel alla Curie, aveva avuto dei ripensamenti. Malgrado la stampa dell'epoca attaccasse continuamente la donna, l'Accademia assegnò il premio a Marie Curie Skłodowska, con il consiglio tuttavia di non partecipare alla cerimonia. Un consiglio che lei ignorò. Lo scandalo causò anche cinque duelli in difesa di Marie Curie Skłodowska, che Langevin dovette combattere per onore. Langevin rimediò solo piccole ferite, ma ad altri andò peggio.

### La prima guerra mondiale e gli ultimi anni

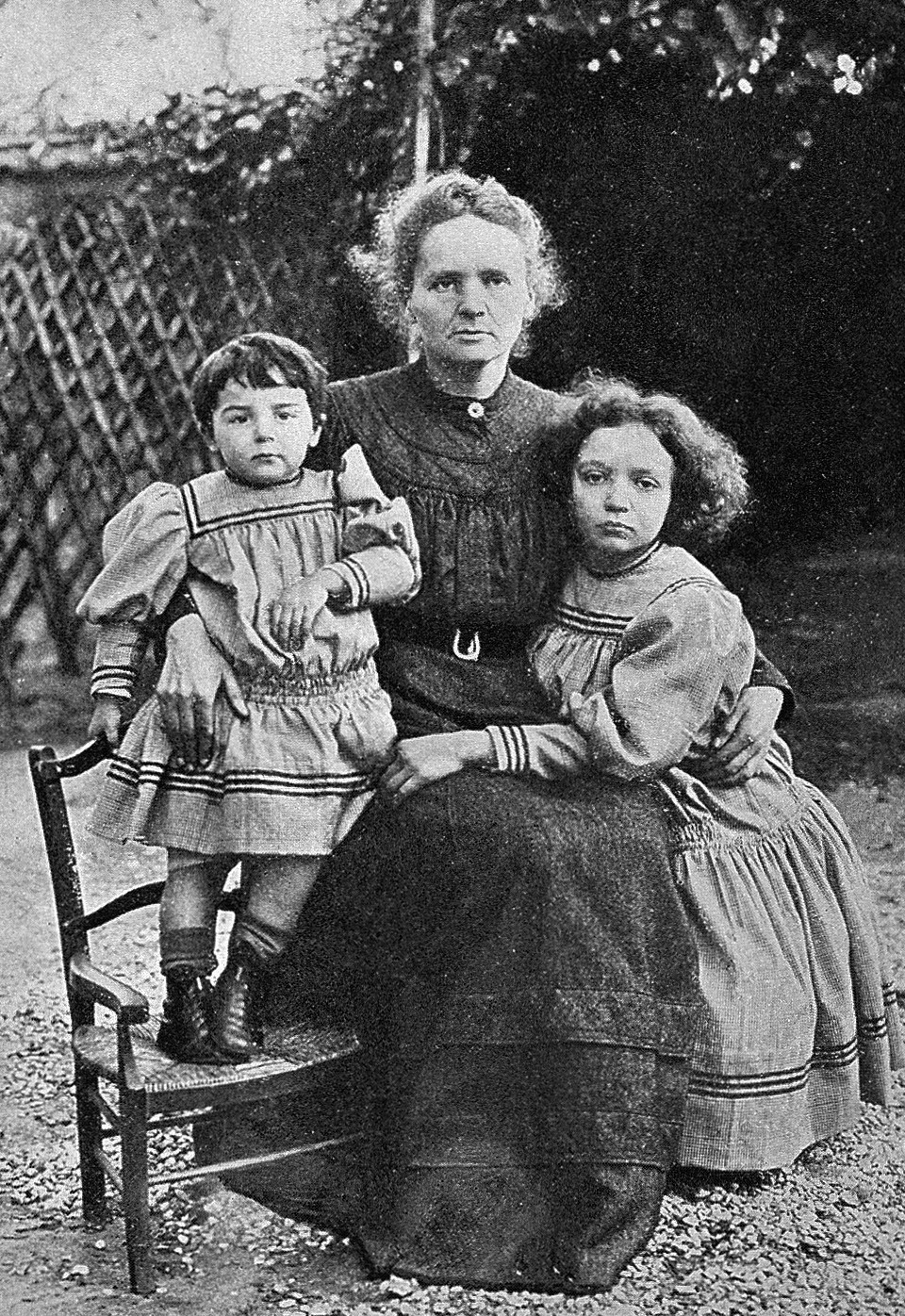
Marie Curie con le due figlie Ève e Irène

Durante la prima guerra mondiale, Marie Curie operò insieme alla figlia Irène in qualità di radiologa per il trattamento dei soldati feriti: dotando un'automobile di un'apparecchiatura radiografica rese possibili le indagini radiologiche effettuate in prossimità del fronte e partecipò alla formazione di tecnici e infermieri. Dopo la guerra divenne attiva nella Commissione Internazionale per la Cooperazione Intellettuale della Lega delle Nazioni per migliorare le condizioni di lavoro degli scienziati.
Nel 1909 fondò a Parigi l'Institut du radium, oggi noto come Istituto Curie e, nel 1932, un altro analogo istituto a Varsavia, anch'esso successivamente rinominato Istituto Curie.
Nel 1921 effettuò un viaggio negli Stati Uniti per raccogliere i fondi monetari necessari a continuare le ricerche sul radio; ovunque fu accolta in modo trionfale.

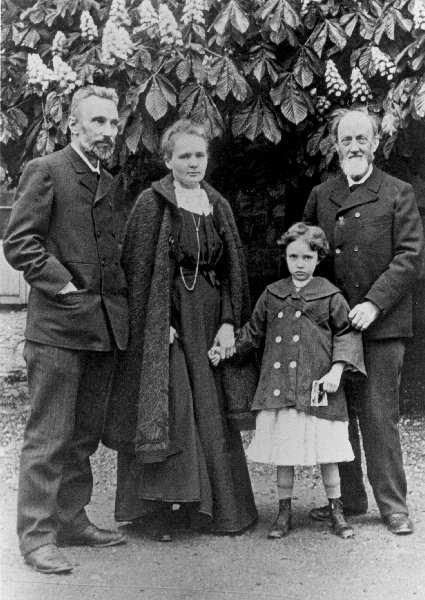
Pierre, Marie, Irène e Eugène Curie nel 1904 davanti al Bureau international des poids et mesures

Negli ultimi anni della sua vita fu colpita da una grave forma di anemia aplastica, malattia quasi certamente contratta a causa delle lunghe esposizioni alle radiazioni di cui, all'epoca, si ignorava la pericolosità. Morì nel sanatorio di Sancellemoz di Passy in Alta Savoia, nel 1934. Ancora oggi, tutti i suoi appunti di laboratorio successivi al 1890, persino i suoi ricettari di cucina, sono considerati pericolosi a causa del loro contatto con sostanze radioattive. Sono conservati in apposite scatole piombate e chiunque voglia consultarli deve indossare abiti di protezione.
La figlia maggiore, Irène Joliot-Curie, vinse anch'ella un premio Nobel per la chimica (insieme al marito Frédéric Joliot-Curie) nel 1935. La secondogenita, Ève Denise Curie, scrittrice, fu tra l'altro consigliere speciale del Segretariato delle Nazioni Unite e ambasciatrice dell'UNICEF in Grecia.
La nipote Hélène Langevin-Joliot è professoressa di fisica nucleare all'Università di Parigi. Un altro nipote, Pierre Joliot è un noto biochimico che si occupa dello studio della fotosintesi.

## I premi Nobel

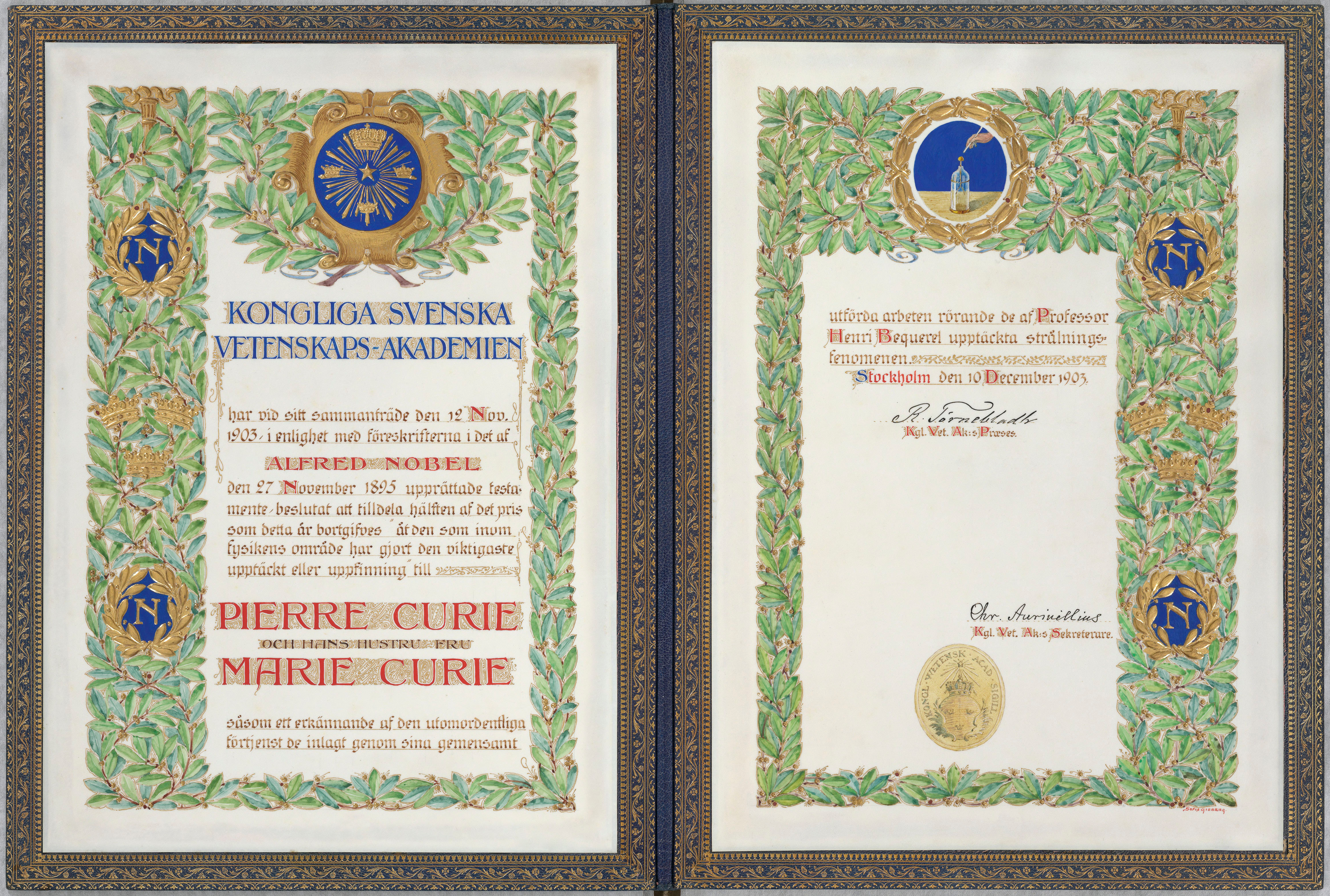
Il diploma del premio Nobel per la fisica 1903 attribuito a Pierre e Marie Curie, assieme a Henri Becquerel

Maria Skłodowska-Curie fu la prima persona a vincere o condividere due premi Nobel. Oltre a lei, soltanto un'altra persona, sino ad ora, ha ricevuto due premi Nobel in due campi differenti: Linus Pauling che, oltre a quello per la chimica nel 1954, ne ha ottenuto un altro nel 1962 per la pace. Altri ne hanno ricevuti due nello stesso settore: John Bardeen (entrambi in fisica), K. Barry Sharpless e Frederick Sanger (entrambi in chimica).

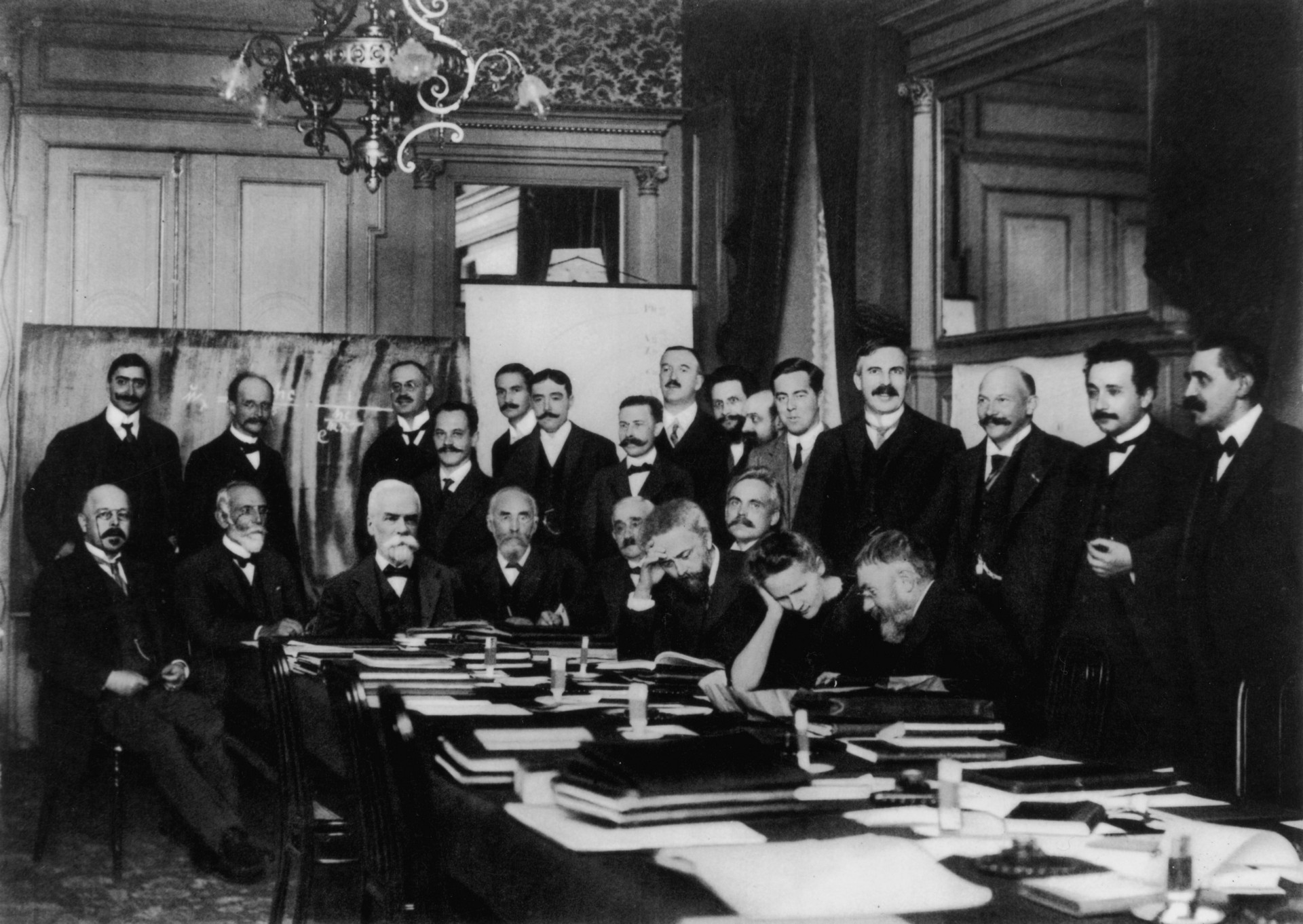
Primo Congresso Solvay, Bruxelles, 1911

Insieme al marito Pierre Curie e ad Antoine Henri Becquerel, Maria Skłodowska-Curie ricevette – prima donna della storia – il premio Nobel per la fisica nel 1903:
In occasione della conferenza per il primo premio Nobel, Pierre Curie pronunciò queste parole:
L'esempio della scoperta di Nobel è significativo: i potenti esplosivi hanno permesso all'uomo di fare opere ammirevoli, ma sono stati anche usati come mezzo terribile di distruzione dai grandi criminali che trascinano i popoli verso la guerra.
Sono uno di quelli che pensano, come Nobel, che l'umanità saprà trarre più benefici che danni dalle nuove scoperte.»
Otto anni dopo, nel 1911, a Marie fu dato un altro premio Nobel, questa volta per la chimica:

## Altri riconoscimenti

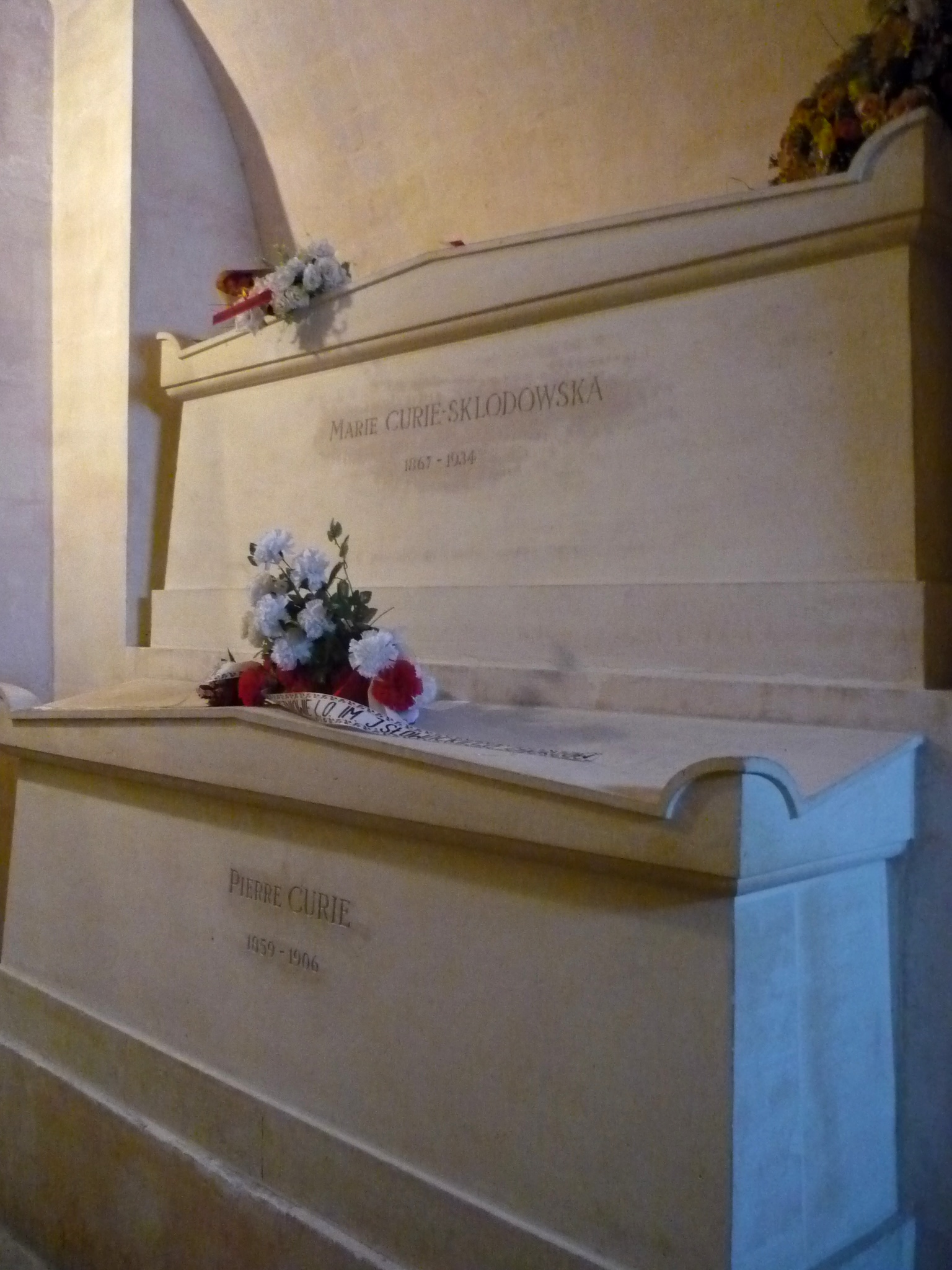
Tombe di Marie (in alto) e di Pierre Curie (in basso) al Pantheon di Parigi.

Assieme al marito Pierre Curie ricevette la Medaglia Davy nel 1903 e la Medaglia Matteucci nel 1904.
Il 20 aprile 1995 le sue spoglie (insieme a quelle del marito Pierre) sono state trasferite dal cimitero di Sceaux al Pantheon di Parigi. È stata la prima donna della storia ad avere ricevuto questo onore (per meriti propri). Per il timore di contaminazioni radioattive, la sua bara è stata avvolta in una camicia di piombo.
Una moneta da 100 franchi francesi e una banconota da 20 000 złoty polacchi che la raffigurano furono emesse negli anni novanta.
Ai coniugi Curie è stato dedicato un asteroide, il 7000 Curie, e un minerale di uranio: la curite. A Maria-Skłodowska è stato dedicato un altro minerale di uranio: la sklodowskite oltre all'unità di misura della radioattività: il curie.

## Opere
- La vita non è facile, e allora?, a cura di Massimiliano Borelli, Roma, L'orma, 2015, ISBN 9788898038596
- Pierre Curie, mio marito, traduzione e a cura di Piera Mattei, Gattomerlino, 2015, ISBN 9788866830337
- Autobiografia, Castelvecchi, Roma, 2017, ISBN 8832820226
- Per amore. La storia di Pierre e Marie Curie raccontata da Marie, traduzione di Andrea Veglio, 2022, ISBN 9798846257696

## Nella cultura di massa

### Film
- 1943: Madame Curie, film americano di Mervyn LeRoy, pluri-candidato agli Oscar con protagonista Greer Garson.
- 1997: Les Palmes de M. Schutz, film francese diretto da Claude Pinoteau. Marie Curie è interpretata da Isabelle Huppert.
- 2016: Marie Curie: The Courage of Knowledge, co-produzione europea di Marie Noëlle con Karolina Gruszka.
- 2019: Radioactive, film inglese di Marjane Satrapi con protagonista Rosamund Pike.

### Letteratura
- 1998: L'uomo che uccise Getulio Vargas, romanzo di Jo Soares (la scienziata è tra i personaggi storici che vi compaiono).